# 孙隆 (瑞安人)
孙隆（？—？），字从吉、大吉，号雪斋，浙江承宣布政使司瑞安县人，明代官员、画家。

## 生平
永乐九年（1411年）孙隆中贡生，明英宗正统年间孙隆担任兵部主事、徽州知府。
孙隆能诗善画，画梅花最好，与当时工竹画家夏昶齐名，时人称为“孙梅花”。传世作品只有和陈录合璧所作《梅花图》卷，现在珍藏在杭州西泠印社。

## 家族
女儿和女婿任道逊，也善於画梅花。清朝黄绍第有诗《孙雪斋父女画梅》：“雪斋风格一枝斜，粉本流传赵紫霞。冰玉双清家法在，齐眉夫妇写梅花。”